# Orongo

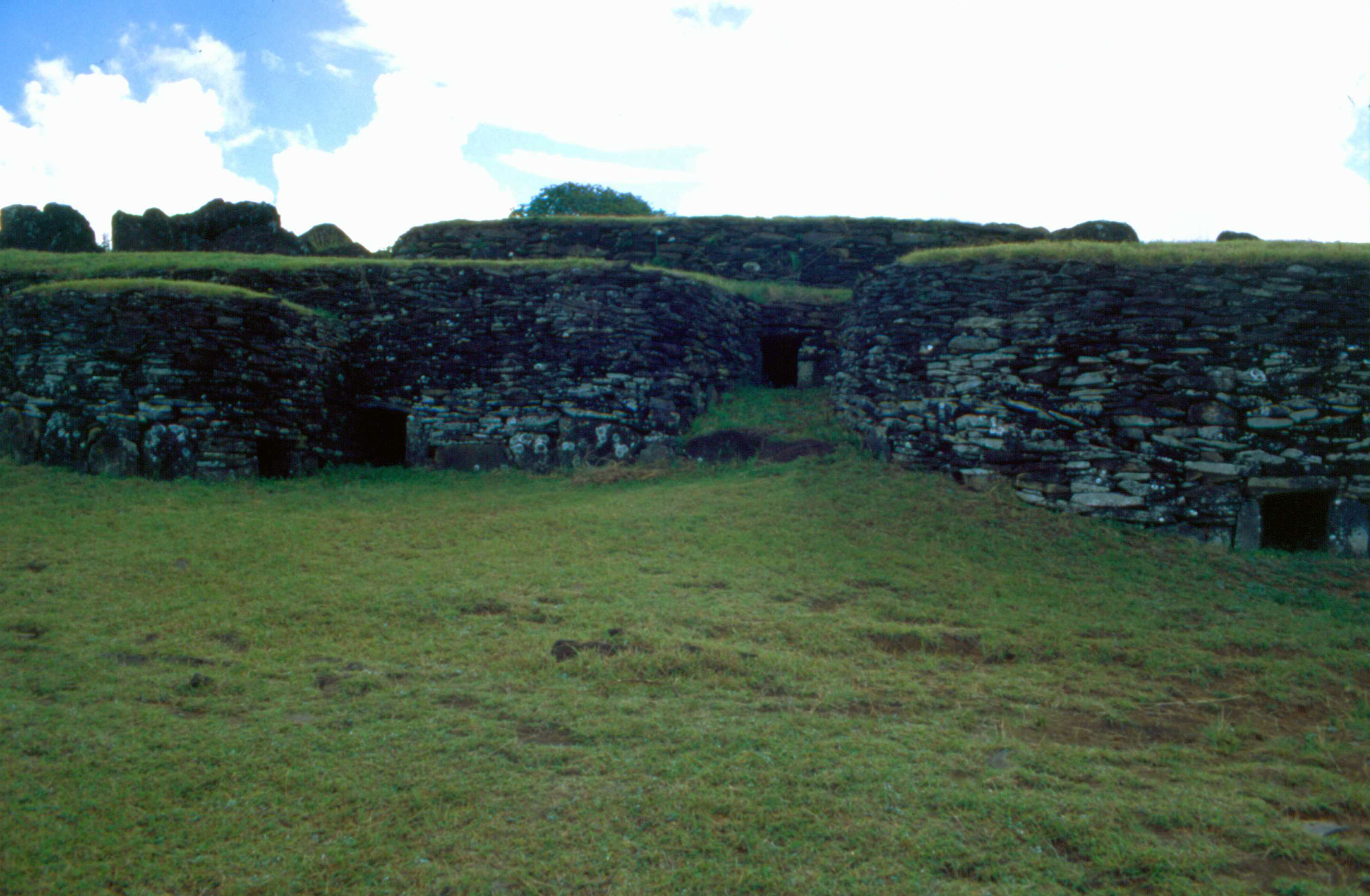
Casas (hare) da vila Orongo.

Orongo é uma vila cerimonial localizada no sudoeste da Ilha de Páscoa, à margem da cratera do vulcão Rano Kau. Lá realizavam-se os primeiros rituais da corrida do ovo e do culto ao homem-pássaro.
Usualmente os arqueólogos dividiram a vila em três complexos. O primeiro abriga um pequeno sítio cerimonial (ahu) e petróglifos do deus Make-Make. O segundo possui cerca de cinqüenta estruturas retangulares e ovais construídas com basalto; de acordo os pesquisadores são casas e num desses abrigos foi encontrado o moai Hoa Hakananai'a. No terceiro complexo há oito estruturas de pedra sobre um pequeno pátio com petróglifos.
Atualmente, Orongo tem status de Patrimônio Mundial por pertencer ao Parque Nacional Rapa Nui.